# Istoria Asiei

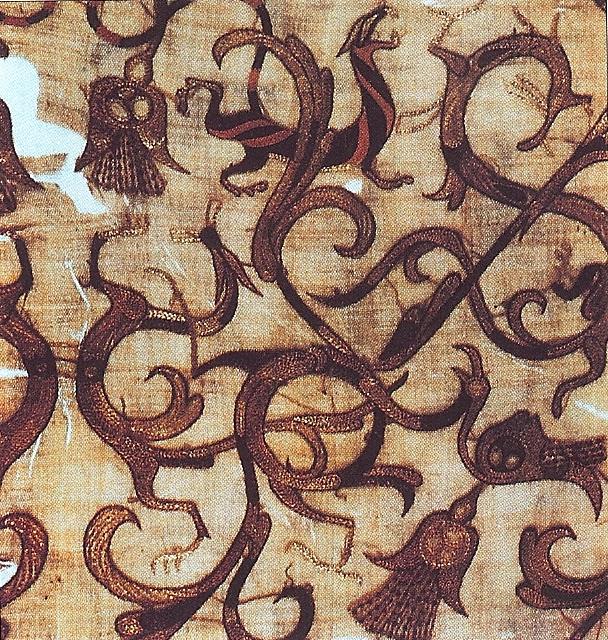
Detaliu al mătăsii chinezești din secolul IV î.en. Comerțul caracteristic al mătăsii prin Drumul de mătase a legat diferite regiuni din China, India, Asia Centrală și Orientul Mijlociu de Europa și Africa.

Istoria Asiei poate fi văzută ca istoria colectivă a mai multor regiuni distincte de coastă periferice, cum ar fi Asia de Est, Asia de Sud și Orientul Mijlociu, legate de masa internă a stepei eurasiatice. 
Periferia de coastă a fost locuința unora dintre cele mai vechi civilizații cunoscute din lume, fiecare dintre cele trei regiuni dezvoltând civilizații timpurii în jurul văilor fertile ale râurilor. Aceste văi erau fertile, deoarece solul era bogat și putea purta multe culturi de rădăcini. Civilizațiile din Mesopotamia, India și China au împărtășit multe asemănări și tehnologii și idei schimbate probabil, cum ar fi matematica și roata . Alte noțiuni, cum ar fi cele ale scrisului, care s-au dezvoltat individual în fiecare zonă. Orașe, state și apoi imperii s-au dezvoltat în aceste zone joase. 
Regiunea de stepă a fost locuită de mult timp de nomazi, iar din stepele centrale au putut ajunge în toate zonele continentului asiatic. Partea de nord a continentului, care acoperă o mare parte din Siberia, a fost, de asemenea, inaccesibilă pentru nomazi din stepă datorită pădurilor dense și tundrei . Aceste zone din Siberia erau foarte slab populate. 
Centrul și periferia au fost ținute separate de munți și deșerturi. Caucazul, Himalaya, Deșertul Karakum și Deșertul Gobi au format bariere pe care călăreții de stepă le puteau traversa cu dificultate. În timp ce, din punct de vedere tehnologic și cultural, locuitorii orașului erau mai avansați, ar fi putut face puțin din punct de vedere militar pentru a apăra împotriva hoardelor montate ale stepei. Cu toate acestea, zonele joase nu aveau suficiente pajiști deschise pentru a susține o forță mare pe calea ferată. Astfel, nomazii care au cucerit state în Orientul Mijlociu au fost în curând obligați să se adapteze la societățile locale. 

Istoria Asiei va prezenta evoluții majore din alte părți ale lumii, precum și evenimente care ar afecta celelalte regiuni. Acestea includ comerțul cu Drumul de mătase, care răspândește culturi, limbi, religie și boli în întreaga afacere afro-eurasiană. Un alt progres major a fost inovarea prafului de pușcă în China medievală, care a condus la războaie avansate prin utilizarea de arme . 

## Preistorie
Un raport al arheologului Rakesh Tewari din Lahuradewa, India, arată că C14 datează de la 9000 la 8000 BC, asociate cu orezul, ceea ce face ca Lahuradewa să devină cel mai vechi loc neolitic din întreaga regiune a Asiei de Sud. 
Site-ul preistoric Beifudi din apropierea orașului Yixian din provincia Hebei, China, conține relicve ale unei culturi contemporane cu culturile Cishan și Xinglongwa de circa 8000-7000 BC, culturile neolitice la est de Munții Taihang, umplând un spațiu arheologic între cele două culturi chineze nordice . Suprafața totală excavată este mai mare de 1.200 de metri pătrați, iar colecția de descoperiri neolitice la fața locului este alcătuită din două faze. 
În jurul anului 5500 î.Hr. cultura halafiană a apărut în Liban, Israel, Siria, Anatolia și nordul Mesopotamiei, bazate pe agricultura uscată.